# Serie A 1964-1965 (pallacanestro maschile)
Il campionato di Serie A pallacanestro maschile 1964-1965, secondo livello del 43º campionato italiano, è il 10° dall'ultima riforma dei campionati. Le 40 squadre sono raggruppate in 4 gironi, la prima di ogni girone parteciperà ad un concentramento finale in cui verranno promosse le prime tre, con gare di sola andata. Le ultime tre di ogni girone retrocederanno in Serie C.

## Girone A

### Classifica
|  |     | Classifica finale 1964-1965 | Pt | G  | V  | P  | PtF  | PtS  |
|  | --- | --------------------------- | -- | -- | -- | -- | ---- | ---- |
|  | 1.  | Alcisa Bologna              | 33 | 18 | 15 | 3  | 1234 | 1000 |
|  | 1.  | Fortitudo Bologna           | 33 | 18 | 15 | 3  | 1345 | 1048 |
|  | 3.  | Pallacanestro Vigevano      | 30 | 18 | 12 | 6  | 1181 | 1095 |
|  | 4.  | Algor Varese                | 29 | 18 | 11 | 7  | 1152 | 1126 |
|  | 5.  | Riv Torino                  | 27 | 18 | 9  | 9  | 1110 | 1157 |
|  | 6.  | Libertas Forlì              | 26 | 18 | 8  | 10 | 1118 | 1080 |
|  | 7.  | Pelgom Imola                | 25 | 18 | 7  | 11 | 1036 | 1113 |
|  | 7.  | Coldirodese                 | 25 | 18 | 7  | 11 | 948  | 1052 |
|  | 9.  | Valtarese Borgotaro         | 22 | 18 | 4  | 14 | 975  | 1213 |
|  | 10. | Junior Casale               | 20 | 18 | 2  | 16 | 1044 | 1259 |

### Risultati
| Risultati              | AL.BO | FO.BO | TOR   | FOR   | BOR   | VAR   | IMO   | CAS    | VIG   | COL   |
| ---------------------- | ----- | ----- | ----- | ----- | ----- | ----- | ----- | ------ | ----- | ----- |
| Alcisa Bologna         |       | 62-70 | 58-43 | 77-58 | 84-57 | 66-58 | 56-53 | 84-52  | 73-60 | 82-54 |
| Fortitudo Bologna      | 82-86 |       | 81-72 | 67-60 | 89-61 | 70-54 | 70-59 | 101-58 | 93-61 | 88-32 |
| Riv Torino             | 54-95 | 61-65 |       | 49-48 | 65-48 | 73-66 | 75-48 | 70-50  | 66-63 | 56-48 |
| Libertas Forlì         | 68-75 | 47-60 | 69-55 |       | 77-52 | 80-46 | 71-44 | 66-54  | 76-73 | 70-66 |
| Valtarese Borgotaro    | 39-69 | 43-82 | 51-53 | 50-43 |       | 46-50 | 59-44 | 64-48  | 54-63 | 53-51 |
| Algor Varese           | 76-72 | 85-83 | 80-64 | 70-54 | 88-51 |       | 66-58 | 75-63  | 72-70 | 65-53 |
| Pelgom Imola           | 45-54 | 62-66 | 79-63 | 59-55 | 82-64 | 66-57 |       | 63-57  | 47-60 | 47-44 |
| Junior Casale          | 62-76 | 50-81 | 72-73 | 58-60 | 65-51 | 45-46 | 62-75 |        | 56-63 | 77-57 |
| Pallacanestro Vigevano | 69-63 | 64-51 | 65-59 | 63-55 | 76-62 | 56-45 | 80-63 | 72-57  |       | 63-42 |
| Coldirodese            | 0-2   | 31-46 | 71-59 | 62-61 | 84-70 | 56-53 | 54-42 | 82-58  | 61-60 |       |

- la Alcisa Bologna vince lo spareggio per il primo posto contro la Fortitudo Bologna

## Girone B

### Classifica
|  |     | Classifica finale 1964-1965    | Pt | G  | V  | P  | PtF  | PtS  |
|  | --- | ------------------------------ | -- | -- | -- | -- | ---- | ---- |
|  | 1.  | Victoria Libertas Pesaro       | 32 | 18 | 14 | 4  | 1276 | 1102 |
|  | 2.  | APU Lignano Udine              | 30 | 18 | 12 | 6  | 1209 | 1148 |
|  | 3.  | Ginnastica Triestina           | 27 | 18 | 9  | 9  | 1101 | 1080 |
|  | 3.  | Recoaro Vicenza                | 27 | 18 | 9  | 9  | 1180 | 1158 |
|  | 3.  | La Torre Reggio Emilia         | 27 | 18 | 9  | 9  | 1236 | 1170 |
|  | 3.  | Safog Gorizia                  | 27 | 18 | 9  | 9  | 1232 | 1288 |
|  | 7.  | Robur Ravenna                  | 26 | 18 | 8  | 10 | 1094 | 1170 |
|  | 8.  | Novatecne Porto San Giorgio    | 26 | 18 | 8  | 10 | 1017 | 1185 |
|  | 9.  | BBC Roseto                     | 25 | 18 | 7  | 11 | 1196 | 1221 |
|  | 10. | Lavoratore Virtus Friuli Udine | 23 | 18 | 5  | 13 | 992  | 1113 |

NOTE: si giocano le ultime due stracittadine di serie A tra APU e Virtus Friuli, che questa volta riuscirà a vincere il derby di ritorno, anche se non eviterà la retrocessione a fine anno. La loro attività durerà ancora per un decennio sempre a livello di serie B, sfiorando anche il ritorno in A.
La "Patriarca" (azienda di cucine) legherà il suo marchio alla Virtus, fino al trasferimento della squadra negli anni '70 a Gorizia e alla conseguente scomparsa di quella che è stata la seconda squadra di Udine ad alti livelli.

### Risultati
| Risultati                      | PES   | AP.UD | TRI   | VIC   | REG   | GOR   | RAV   | PSG   | ROS    | V.UD  |
| ------------------------------ | ----- | ----- | ----- | ----- | ----- | ----- | ----- | ----- | ------ | ----- |
| Victoria Libertas Pesaro       |       | 65-51 | 64-50 | 76-67 | 78-66 | 77-62 | 81-61 | 85-64 | 100-55 | 69-43 |
| APU Lignano Udine              | 76-60 |       | 72-65 | 52-46 | 68-60 | 80-64 | 78-66 | 74-51 | 78-66  | 69-57 |
| Ginnastica Triestina           | 68-60 | 65-70 |       | 68-66 | 63-62 | 66-63 | 56-63 | 82-55 | 80-69  | 78-50 |
| Recoaro Vicenza                | 64-66 | 88-77 | 52-44 |       | 71-64 | 65-64 | 89-62 | 75-65 | 86-72  | 60-53 |
| La Torre Reggio Emilia         | 73-66 | 67-72 | 66-57 | 65-53 |       | 92-71 | 75-55 | 66-40 | 85-69  | 82-67 |
| Safog Gorizia                  | 64-67 | 77-65 | 76-71 | 81-70 | 85-68 |       | 93-64 | 90-74 | 92-86  | 81-63 |
| Robur Ravenna                  | 63-54 | 53-57 | 44-40 | 66-60 | 65-71 | 79-77 |       | 67-40 | 75-61  | 64-61 |
| Novatecne Porto San Giorgio    | 57-69 | 62-61 | 57-46 | 63-55 | 70-63 | 60-58 | 58-50 |       | 54-53  | 69-55 |
| BBC Roseto                     | 67-74 | 67-58 | 43-52 | 66-53 | 61-54 | 77-71 | 73-59 | 92-40 |        | 61-47 |
| Lavoratore Virtus Friuli Udine | 51-65 | 69-51 | 48-50 | 54-60 | 59-57 | 62-63 | 46-38 | 44-38 | 63-58  |       |

## Girone C

### Classifica
|  |     | Classifica finale 1964-1965 | Pt | G  | V  | P  | PtF  | PtS  |
|  | --- | --------------------------- | -- | -- | -- | -- | ---- | ---- |
|  | 1.  | GBC Lazio Roma              | 32 | 18 | 14 | 4  | -    | -    |
|  | 2.  | Olimpia Cagliari            | 32 | 18 | 14 | 4  | -    | -    |
|  | 3.  | Amatori Carrara             | 30 | 18 | 12 | 6  | -    | -    |
|  | 4.  | Portuale Livorno            | 29 | 18 | 11 | 7  | 1213 | 1128 |
|  | 5.  | Pratolimpia Firenze         | 27 | 18 | 9  | 9  | -    | -    |
|  | 6.  | Fiamma Roma                 | 27 | 18 | 9  | 9  | -    | -    |
|  | 7.  | Stamura Ancona              | 26 | 18 | 8  | 10 | -    | -    |
|  | 8.  | Kartos Montecatini          | 25 | 18 | 7  | 11 | -    | -    |
|  | 9.  | Ex Alunni Massimo Roma      | 22 | 18 | 4  | 14 | -    | -    |
|  | 10. | AMG Sebastiani Rieti        | 20 | 18 | 2  | 16 | 933  | 1198 |

### Risultati
| Risultati              | LA.RO | CAG   | CAR   | LIV   | FIR    | FI.RO | ANC   | MON   | EA.RO | RIE   |
| ---------------------- | ----- | ----- | ----- | ----- | ------ | ----- | ----- | ----- | ----- | ----- |
| GBC Lazio Roma         |       | 72-65 | 94-71 | 59-54 | 79-55  | 53-54 | -     | 76-44 | 84-55 | 71-56 |
| Olimpia Cagliari       | 71-64 |       | 77-73 | 63-52 | 112-61 | 70-57 | 77-62 | 67-45 | 71-49 | 77-42 |
| Amatori Carrara        | 81-67 | -     |       | 79-70 | 62-50  | 79-63 | 51-47 | 66-59 | 78-49 | 85-46 |
| Portuale Livorno       | 78-64 | 67-64 | 60-69 |       | 73-55  | 71-51 | 86-71 | 80-63 | 74-54 | 76-66 |
| Pratolimpia Firenze    | 64-68 | 60-62 | 58-51 | 72-62 |        | 57-42 | 64-46 | 68-64 | 49-47 | 65-38 |
| Fiamma Roma            | 58-80 | 43-59 | 51-46 | 64-73 | 59-49  |       | 62-51 | 62-31 | 50-58 | 56-48 |
| Stamura Ancona         | 48-55 | 69-60 | 68-52 | 50-56 | 56-45  | 43-44 |       | 76-51 | 42-39 | 89-60 |
| Kartos Montecatini     | 57-66 | 55-60 | 60-54 | 60-56 | 68-58  | -     | 55-54 |       | 70-46 | 68-44 |
| Ex alunni Massimo Roma | 58-91 | 59-71 | 57-61 | 53-65 | -      | 42-53 | 58-60 | 79-52 |       | 76-54 |
| Sebastiani Rieti       | 53-70 | 51-60 | 59-60 | 71-60 | 51-74  | 47-42 | 56-59 | 44-49 | 47-61 |       |

- mancano i risultati dell'ultima giornata giocata il 12/4/1965

### Spareggio primo posto
| Firenze 9 maggio 1965 | Olimpia Cagliari | 56 – 55 (25-27) | Lazio Pallacanestro |  |

## Girone D

### Classifica
|  |     | Classifica finale 1964-1965    | Pt | G  | V  | P  | PtF  | PtS |
|  | --- | ------------------------------ | -- | -- | -- | -- | ---- | --- |
|  | 1.  | Partenope Napoli               | 31 | 16 | 15 | 1  | 1031 | 703 |
|  | 2.  | Forze Armate Roma              | 28 | 16 | 12 | 4  | 992  | 662 |
|  | 2.  | Libertas Brindisi              | 28 | 16 | 12 | 4  | 951  | 818 |
|  | 4.  | Officine Calabresi Bari        | 23 | 16 | 7  | 9  | 973  | 972 |
|  | 5.  | Libertas Maddaloni             | 23 | 16 | 7  | 9  | 794  | 821 |
|  | 6.  | Simmenthal Messina             | 23 | 16 | 7  | 9  | 936  | 991 |
|  | 7.  | Pallacanestro Siracusa         | 22 | 16 | 6  | 10 | 793  | 934 |
|  | 8.  | Virtus Ragusa                  | 21 | 16 | 5  | 11 | 747  | 936 |
|  | 9.  | Pallacanestro Catanzaro** (-2) | 15 | 16 | 1  | 15 | 519  | 909 |
|  | 10. | Fulgor Pozzuoli*               |    |    |    |    |      |     |

- La Fulgor Pozzuoli dopo 3 giornate di campionato si ritira
  - 2 punti di penalizzazione per rinuncia

### Risultati
| Risultati                   | BAR   | BRI   | CAT    | MAD   | MES    | NAP   | FFAA  | SIR   | RAG   |
| --------------------------- | ----- | ----- | ------ | ----- | ------ | ----- | ----- | ----- | ----- |
| Officine Calabresi Bari     |       | 63-64 | 78-53  | 72-60 | 66-70  | 45-62 | 69-66 | 72-41 | 72-59 |
| Libertas Brindisi           | 68-61 |       | 74-25  | 64-37 | 65-48  | 57-54 | 52-60 | 77-36 | 64-53 |
| Pallacanestro Catanzaro     | 44-67 | 21-41 |        | 42-46 | 42-55  | 24-52 | 28-53 | 47-60 | 45-43 |
| Libertas Maddaloni          | 32-37 | 62-47 | 2-0    |       | 74-64  | 62-70 | 51-49 | 63-50 | 75-44 |
| Simmenthal Messina          | 72-61 | 66-70 | 71-34  | 61-59 |        | 53-58 | 43-74 | 53-40 | 53-51 |
| Partenope Napoli            | 94-51 | 51-49 | 105-37 | 50-37 | 101-65 |       | 2-0   | 77-43 | 91-53 |
| Forze Armate Vigna di Valle | 61-56 | 67-41 | 93-32  | 65-37 | 81-60  | 45-49 |       | 68-27 | 85-34 |
| Pallacanestro Siracusa      | 67-53 | 63-65 | 69-45  | 53-50 | 53-49  | 46-51 | 37-54 |       | 48-47 |
| Virtus Ragusa               | 59-50 | 48-58 | 2-0    | 53-46 | 55-51  | 36-64 | 44-76 | 65-60 |       |

## Concentramento finale promozione
| Livorno 21 maggio 1965 | Partenope Napoli | 62 – 60 | Olimpia Cagliari |  |

| Livorno 21 maggio 1965 | Alcisa Bologna | 78 – 69 | Victoria Libertas Pesaro |  |

| Livorno 22 maggio 1965 | Alcisa Bologna | 77 – 71 | Partenope Napoli |  |

| Livorno 22 maggio 1965 | Victoria Libertas Pesaro | 65 – 61 | Olimpia Cagliari |  |

| Livorno 23 maggio 1965 | Partenope Napoli | 56 – 54 (25-27) | Victoria Libertas Pesaro |  |

| Livorno 23 maggio 1965 | Alcisa Bologna | 71 – 63 (28-24) | Olimpia Cagliari |  |

### Classifica
|  |    | Classifica finale 1964-1965 | Pt | G | V | P | PtF | PtS |
|  | -- | --------------------------- | -- | - | - | - | --- | --- |
|  | 1. | Alcisa Bologna              | 6  | 3 | 3 | 0 | 226 | 203 |
|  | 2. | Partenope Napoli            | 5  | 3 | 2 | 1 | 189 | 191 |
|  | 3. | Victoria Libertas Pesaro    | 4  | 3 | 1 | 2 | 188 | 195 |
|  | 4. | Olimpia Cagliari            | 3  | 3 | 0 | 3 | 184 | 198 |

## Verdetti
L'Alcisa Bologna vince il piccolo scudetto della Serie A
Formazione Bologna: Di Tommaso, Bruni L., Sardagna, Terzi, Della Casa, Aytnick 22, Conti, Sogliani, Paganini, Bruni O., Coach: Fontana